# Cabezo (orografía)

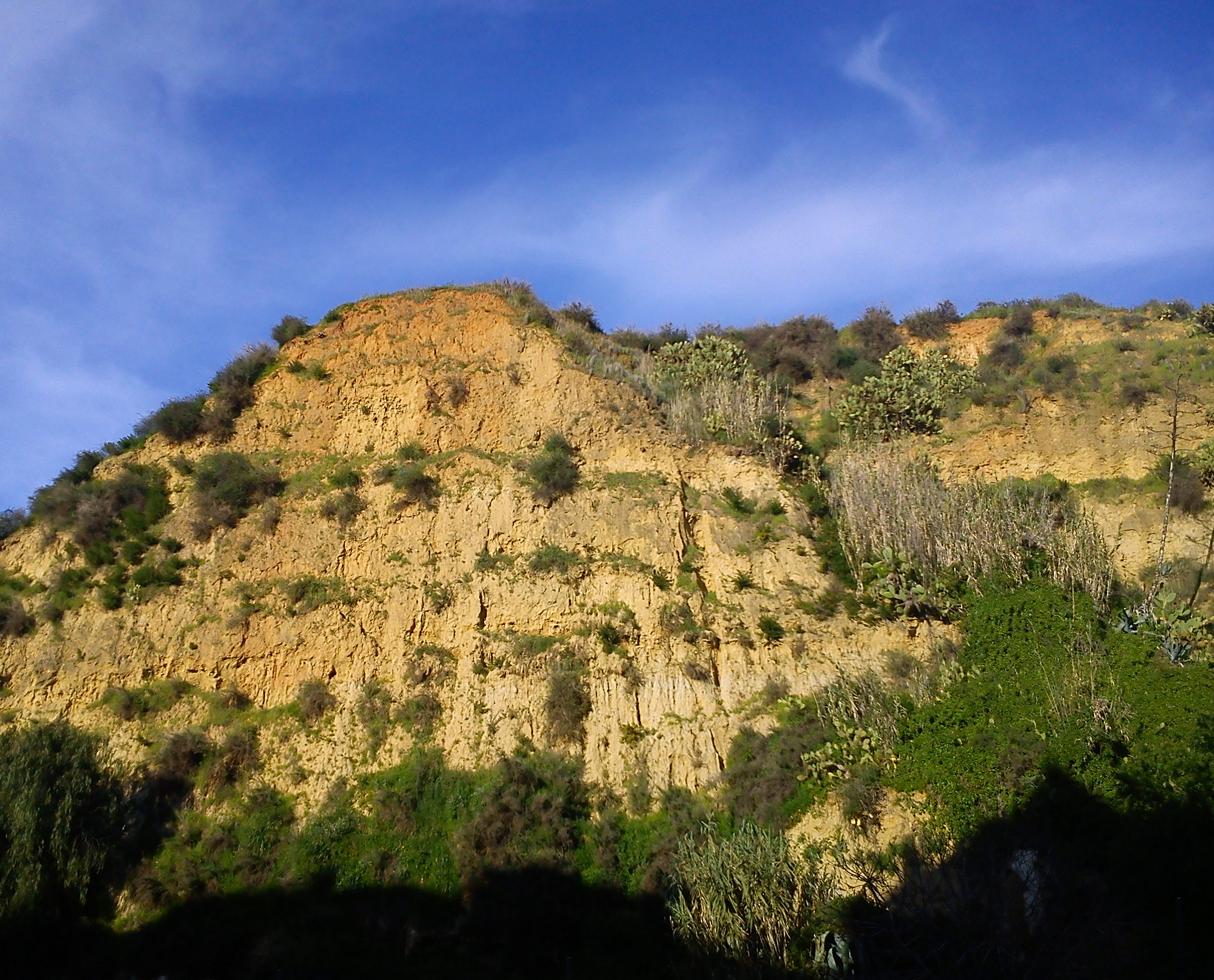
Un cabezo.

Se denomina cabezo a un cerro alto o cumbre de una montaña. Varios conos volcánicos o volcanes de la geografía española, la primera palabra de su topónimo es cabezo, como e.g. el cabezo María, que se levanta en la parte norte de la sierra Cabrera, en el municipio de Antas, perteneciente a la provincia de Almería.
También se aplica el nombre a un montecillo aislado, como pudiera ser un otero.
Yacimientos arqueológicos y poblados calcolíticos, de la Edad del Bronce, de la del Hierro y particularmente iberos (sobre todo en el Levante español) reciben su nombre de «Cabezo...», precisamente por estar en lo alto de uno. Baste señalar en el valle del Bajo Segura los poblados o asentamientos en «relieves amesetados de antecerros» de El Oral o el de Cabezo Lucero.